# Hopeless Wanderer
"Hopeless Wanderer" is een nummer van de Britse band Mumford & Sons. Het nummer verscheen op hun album Babel uit 2012. Op 16 september 2013 werd het nummer uitgebracht als de vijfde en laatste single van het album.

## Achtergrond
"Hopeless Wanderer" is geschreven door de gehele band en geproduceerd door Markus Dravs. Het nummer ontstond met het spel van pianist Ben Lovett toen de band in 2011 in een huis in Nashville verbleef. Zanger Marcus Mumford hoorde dit en vertelde hierover: "Mijn slaapkamer lag naast de woonkamer, waar we onze instrumenten hadden staan. Ik lag in bed met een kater, en ik dacht, 'fuck, ik moet naar die kamer gaan, want dat klinkt geweldig'. We schreven het nummer diezelfde dag."
Bassist Ted Dwane vulde aan op de opmerking van Lovett: "We hadden een korte vakantie tijdens de kerstdagen en dat is, volgens mij, waar het concept van de [opname]sessie begon. We hadden twee maanden vrij. Het is de enige echte pauze die we als een band hebben gehad sinds 2007. En het was intentioneel om apart van elkaar te schrijven. We kwamen weer samen in Nashville en schreven een week in een klein boerenhuisje waar we van iemand mochten blijven. [...] We schreven "Hopeless Wanderer" daar en we hebben dat nog niet live gespeeld. Het is een van mijn favoriete nummers. Ik denk dat dat geluidstechnisch het album op een manier definieert: de opwinding en gedrevenheid."
"Hopeless Wanderer" behaalde de Amerikaanse Billboard Hot 100, waar het piekte op plaats 59. In Ierland kwam het tot plaats 83 in de hitlijsten. In Nederland werd het geen hit en in Vlaanderen bereikte het de Ultratop 50 niet; wel kwam het tot plaats 32 in de tiplijst.
In de videoclip van het nummer worden de bandleden gespeeld door acteurs Jason Bateman, Jason Sudeikis, Ed Helms en Will Forte. De clip is een parodie op het sentimentele karakter van de band. Zo valt Sudeikis, die Marcus Mumford speelt, in een bos neer op zijn knieën en begint de band te huilen terwijl zij hun muziek aan het spelen zijn. Ook vindt er een kus plaats tussen Sudeikis en Forte, die Ted Dwane speelt. Helms en Bateman spelen respectievelijk Ben Lovett en banjospeler Winston Marshall. Tijdens close-ups speelt Marshall wel zelf de banjo, aangezien hij op vakantie was in de Verenigde Staten, waar de video op dat moment werd opgenomen. Oorspronkelijk wilde de band het idee voor deze clip gebruiken voor de voorgaande single Babel, maar regisseur Sam Jones vond dat dit niet zou werken.

## NPO Radio 2 Top 2000
| Nummer met noteringen in de NPO Radio 2 Top 2000 | '18  | '19  | '20  | '21  | '22  | '23  | '24  |
| ------------------------------------------------ | ---- | ---- | ---- | ---- | ---- | ---- | ---- |
| Hopeless Wanderer                                | 1385 | 1648 | 1747 | 1834 | 1706 | 1940 | 1865 |

1. ↑  Een vetgedrukt getal geeft de hoogste notering aan.
2. ↑  2018 was het eerste jaar met een notering voor dit nummer.